# Шах Ґвідо Ґ.
«Шах Ґвідо Ґ.» (англ. Shah Guido G.) — науково-фантастичне оповідання американського письменника Айзека Азімова, вперше опубліковане у листопаді 1951 журналом Marvel Science Stories. Увійшло до збірки «Купуємо Юпітер та інші історії» (1975).

## Сюжет
Шах Ґвідо Ґ. це прізвисько Ґвідо Ґаршавастри, спадкового Генерального секретаря Організації Об'єднаних Націй, тирана, який править Землею з літаючого острова «Атлантида», подібно до острова «Лапута» у Свіфта.
Аристократ Філон Плат таємно готує поверження шаха Ґвідо. Коли він дізнається, що антигравітаційні двигуни острова, працюють на межі потужності, Плат переконує шаха тимчасово розмістити на острові дивізію «Хвиль» (жіночий штурмовий підрозділ, назва походить від WAVES), щоб придушити передбачуване повстання техніків.
Як і передбачав Плат, вага крейсерів «Хвиль», примусила острів впасти на Землю, тим самим звільнивши народ від тиранії. Історія закінчується каламбуром: "Чому, Атлантида знову занурилася під хвилями».